# Nevada-California-Oregon Railway
| Reno–Alturas–Lakeview | Reno–Alturas–Lakeview     |
| --------------------- | ------------------------- |
|                       |                           |
| Streckenlänge:        | 383 km                    |
| Spurweite:            | 914 mm (engl. 3-Fuß-Spur) |
|                       |                           |

Die Nevada-California-Oregon Railway, abgekürzt NCO war eine 383 km lange Schmalspurbahn im Westen der Vereinigten Staaten. Die Strecke in 3-Fuß-Spurweite (914 mm) wurde zwischen 1880 und 1912 gebaut. Sie führte von Reno (Nevada) über Alturas (Kalifornien) nach Lakeview (Oregon). Das ursprüngliche Ziel der Bahn war, Reno mit dem Columbia River zu verbinden, der Bahnbau wurde aber nördlich von Lakeview nicht fortgesetzt. Der größte Teil der Strecke wurde 1926 von der Southern Pacific übernommen und auf Normalspur umgebaut.
Die Initialen NCO der Bahn führten zu mindestens zwei Spitznamen:
- „Narrow, Crooked & Ornery“, deutsch ‚schmal, krumm und störrisch‘
- „Northern California Outrage“, deutsch ‚Nordkalifornische Empörung‘

## Geschichte
1879 wurde die Western Nevada Railroad Company gegründet, welche eine Bahnstrecke von Wadsworth östlich von Reno Richtung Süden zum Walker Lake bauen sollte. Nachdem sich zusätzliche Investoren am Bahnbau beteiligten, wurde der Betriebsmittelpunkt nach Reno verlegt und die Strecke von Bodie Richtung Norden durch Reno bis zum Columbia River geplant. Die Bahngesellschaft wurde als Nevada & Oregon Railroad neu gegründet. Der Spatenstich für die Bahnstrecke war im Dezember 1880. Hauptinvestor in den Bahnbau war die New Yorker Investmentbank Moran Brothers, welche die Bahngesellschaft im April 1884 übernimmt und sie 1885 in Nevada & California Railroad umbenannt. Der Bahnbau stockte immer wieder, aber erreichte Ende der 1880er-Jahre Amedee in Kalifornien. 1893 wurde die Gesellschaft in Nevada-California-Oregon Railway umbenannt, den Namen, der die Gesellschaft bis zu ihrer Übernahme durch die Southern Pacific behalten sollte.
Im Januar 1912 erreichte der Bahnbau Lakeview, Oregon, was der nördliche Endpunkt der Bahn werden sollte. Die NCO und ihre Vorgängergesellschaften benötigten 32 Jahre, um die 383 km lange Strecke von Reno nach Lakeview zu bauen.
Bereits 1917 verkaufte die NCO den 103 km langen Abschnitt Hackstaff–Reno ihrer Strecke an die normalspurige Western Pacific Railroad (WP). Diese stellte den parallel zur WP-Hauptstrecke verlaufende Teil der NCO ein und baute die restliche Strecke auf Normalspur um, sodass die WP eine Verbindung nach Reno hatte, aber die Stadt von der NCO nicht mehr erreicht werden konnte. Die Bahn musste deshalb Ende Januar 1918 ihr Firmensitz und die Werkstätte von Reno nach Alturas verlegen. 1922 musste der Abschnitt Hackstaff–Wendel eingestellt werden. Die NCO war in finanzielle Schieflage geraten und wurde von der Southern Pacific übernommen, die den Betrieb ab Oktober 1926 führte. Zwischen 1927 und 1928 wurde die Bahnstrecke auf Normalspur umgebaut. Das nicht mehr benötigte Schmalspur-Rollmaterial wurde zur ehemaligen Carson and Colorado Railway im Owens Valley gesandt, die schon 1900 von Southern Pacific übernommen worden war.